# غلالة بيضاء (خصية)
الغلالة البيضاء (بالإنجليزية: Tunica albuginea)‏ هي ألياف تغلف الخصية وتكون على شكل غشاء أزرق مخضر كثيف يتكون من حزم من نسيج ليفي أبيض يشتبك في كل الاتجاهات.
تغلف الغلالة الغمدية هذه الغلالة البيضاء إلا في نقطة الاتصال بالبربخ والأجزاء الخلفية حيث تدخل الأوعية الدموية المنوية إلى الخصية.
ترتبط الغلالة البيضاء بالغلالة الوعائية فوق المكونات الغدية للخصية وفي أجزائها الخلفية وتمتد إلى الأجزاء الأمامية لتكون حاجزا عموديا غير مكتمل يسمى منصف الخصية.

## صور إضافية

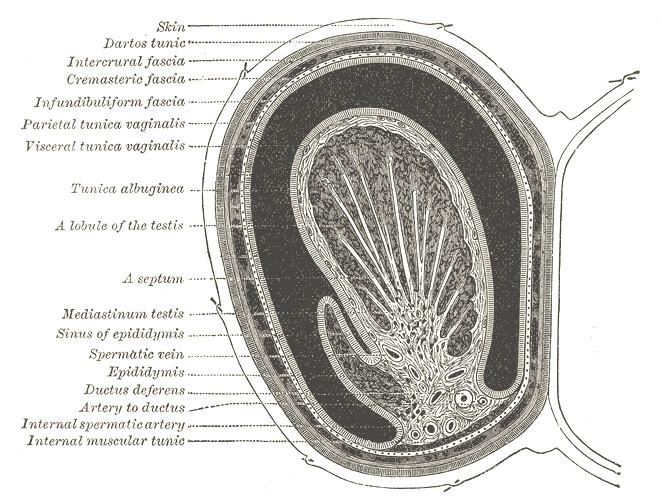
مقطع عرضي خلال الجزء الأيسر من كيس الصفن والخصية.
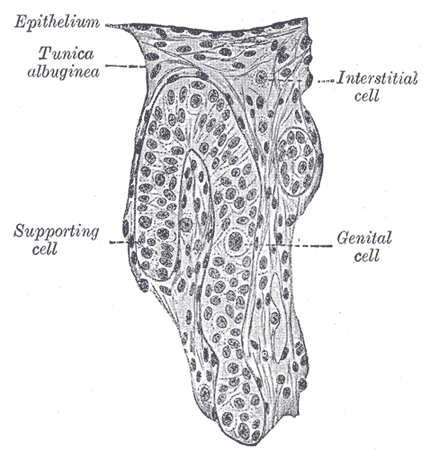
مقطع للحبل التناسلي لخصية جنين إنسان طوله 3.5 سم.
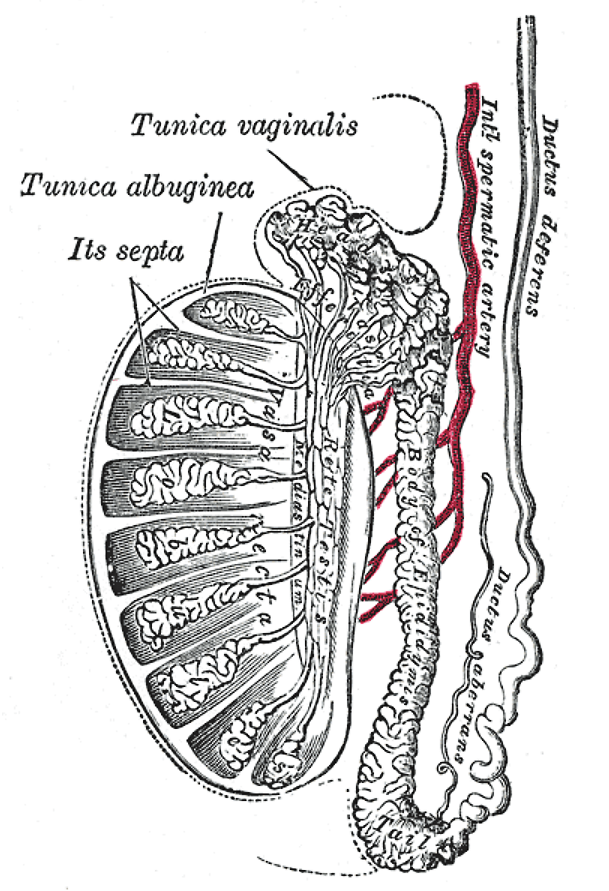
مقطع عمودي لخصية يظهر فيها ترتيب القنوات.